# Indulgência
Na doutrina católica, Indulgência (do latim indulgentia, que provém de indulgeo, "para ser gentil") é a remissão, total ou parcial, da pena temporal devida, para a justiça de Deus, pelos pecados que foram perdoados, ou seja, do mal causado como consequência do pecado já perdoado através da confissão sacramental. A remissão é concedida pela Igreja Católica no exercício do poder das chaves, por meio da aplicação dos superabundantes méritos de Cristo e dos santos, por algum motivo justo e razoável." Embora "no sacramento da Penitência a culpa do pecado seja removida, e com ele o castigo eterno devido aos pecados mortais, ainda permanece a pena temporal exigida pela Justiça Divina, e essa exigência deve ser cumprida na vida presente ou na depois da morte, isto é, no Purgatório. Uma indulgência oferece ao pecador penitente meios para cumprir esta dívida durante sua vida na terra", reparando o mal que teria sido cometido pelo pecado.

## História

### Primeiras crenças e Idade Média

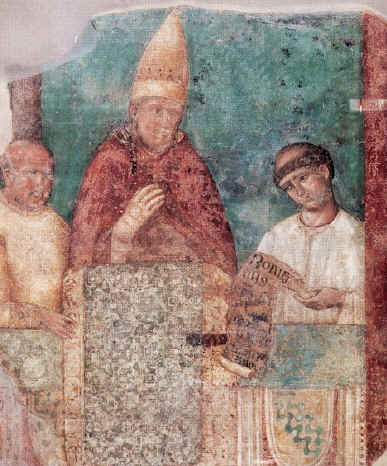
Papa Bonifácio VIII no jubileu de 1300 concedendo uma indulgência extraordinária. Afresco de Giotto di Bondone; Basílica de São João de Latrão.

No início da Igreja Católica, especialmente a partir do século III, as autoridades eclesiásticas concediam aos católicos indulgências para reduzir as penitências muito longas e severas.
No século VI os participantes do Concílio de Borgonha substituíram para a prática de graves penitências canônicas por penitências mais leves. Tornou-se habitual a penitência de obras menos exigentes, tais como orações, esmolas e jejuns. Até o século X as indulgências consistiam em donativos piedosos, peregrinações e outras boas obras. Em seguida, no século XI e XII, o reconhecimento do valor destas obras começaram a associar-se não tanto com a penitência canônica, mas com remissão da pena temporal devida ao pecado.
Em 1300 o Papa Bonifácio VIII institui o primeiro jubileu cristão por meio da bula Antiquorum fide relatio, que concedeu uma indulgência extraordinária e plenária aos fiéis que fizessem uma peregrinação a Roma, ao túmulo de São Pedro. A partir de então os jubileus e a anunciação de uma indulgência extraordinária foram comemorados com uma periodicidade de 50 anos, que se baseava no costume judaico (Êx 23, 10-11). As esmolas das indulgências eram utilizadas em diversas obras de caridade, em igrejas, hospitais, leprosarias, instituições beneficentes e escolas.

### Abusos

A venda de indulgências, pintura de Augsburg, cerca de 1530.

Durante a Idade Média documentos declaravam que indulgências de caráter extraordinário foram concedidas. Documentos divulgavam indulgências de centenas ou mesmo milhares de anos. A fim de corrigir tais abusos o Quarto Concílio de Latrão (1215) decretou que indulgências não devem ter mais de 40 dias. A mesma restrição foi promulgada pelo Concílio de Ravena em 1317.
Em 1392, o Papa Bonifácio IX escreveu ao Bispo de Ferrara proibindo a prática de certos membros de ordens religiosas que falsamente alegavam que indulgências concederiam o perdão de todos os tipos de pecados. Diversos outros papas, tais como Clemente IV, João XXII, Martinho V e Sisto IV lutaram e proibiram abusos indulgenciários praticados em sua época.
Apesar das restrições, o final da Idade Média viu o crescimento considerável de abusos, tais como a livre venda de indulgências por profissionais "perdoadores" (quaestores em latim). A pregação destes, em alguns casos era falsa, atribuindo às indulgências características muito além da doutrina oficial, alguns afirmaram que "Assim que uma moeda tilinta no cofre, uma alma sai do purgatório".

### Reforma Protestante
A Igreja Católica reconheceu a existência de abusos praticados por alguns de seus membros ao longo dos séculos, e usou sua autoridade para corrigi-los. Porém distúrbios posteriores na concessão indulgenciária seriam contestadas na Reforma Protestante. Em 1517 o Papa Leão X ofereceu indulgências para aqueles que dessem esmolas para reconstruir a Basílica de São Pedro em Roma. O agressivo marketing de Johann Tetzel em promover esta causa e diversas divergências teológicas descritas posteriormente no manifesto dos Cinco Solas provocaram Martinho Lutero a escrever as 95 Teses (Tetzel seria inclusive punido por Leão X por seus sermões, que iam muito além dos ensinamentos reais sobre as indulgências). Embora Lutero não negasse o direito do Papa ou da Igreja de conceder perdões e penitências (inclusive as defendendo na tese 71), ele afirmava que as indulgências não levariam a alma diretamente ao Céu, uma vez que "o Papa nenhuma pena dispensa às almas no purgatório das que segundo os cânones da Igreja deviam ter expiado e pago na presente vida."

### Concílio de Trento
O Concílio de Trento debateu longamente sobre a natureza das indulgências. Em 16 de julho de 1562, este concílio em seu decreto "Sobre as indulgências" (Sess. XXV) declara: "Na concessão de indulgências, o Concílio deseja que a moderação seja observada de acordo com o antigo costume aprovado da Igreja Católica, contra a facilidade excessiva e o enfraquecimento da disciplina eclesiástica, e ainda mais, buscando corrigir os abusos que se infiltraram nesta… decreta que todo o ganho criminal ligado com ela deve ser considerado como uma fonte de abuso grave entre os fiéis, como outras doenças decorrentes da superstição, ignorância, irreverência, ou qualquer outra causa… o Concílio estabelece que cada bispo tem o dever de descobrir os abusos, tais como existem em sua própria diocese, trazê-los para o sínodo provincial, e denunciá-los, com o consentimento dos outros bispos, ao Romano Pontífice, em que serão tomadas medidas com autoridade e prudência para o bem-estar da Igreja em geral, de modo que o benefício das indulgências possa ser concedido a todos os fiéis por meio de uma via piedosa, santa, e livre de corrupção".
Apesar dessas punições, a ação dos quaestores continuou, assim o Concílio ordenou que estes deviam ser totalmente abolidos, e que as "indulgências e outros favores espirituais de que o fiel não deve ser privado", devia ser dado pelos bispos de maneira gratuita, "de modo que todos pudessem finalmente compreender que estes tesouros celestes foram dispensados por causa da piedade e não do lucro" (Sess. XXI, c. ix). Em 1567, o Papa São Pio V cancelou definitivamente todas as concessões de indulgências, envolvendo quaisquer taxas, ou outras transações financeiras.

### Comissão e Congregação de Indulgências
Após o Concílio de Trento, Clemente VIII estabeleceu uma comissão de cardeais para tratar da doutrina e concessão de indulgências. Esta comissão continuou o seu trabalho durante o pontificado de Paulo V, e publicou diversos decretos sobre o assunto. Posteriormente Clemente IX estabeleceu uma "Congregação das Indulgências (e Relíquias)", em 6 de julho de 1669. Em um motu proprio de 28 de janeiro de 1904, São Pio X fundiu a Congregação das Indulgências com a Congregação dos Ritos. Com a reestruturação da Cúria Romana, em 1908 todas as questões relativas às indulgências foram atribuídas à Congregação do Santo Ofício. Em um motu proprio de 25 de março de 1915, Bento XV transferiu as concessões de indulgências para a Penitenciaria Apostólica, embora o Santo Ofício e seu substituto, a Congregação para a Doutrina da Fé, manteve a responsabilidade para as questões relativas à doutrina das indulgências.

## Doutrina católica
Para a doutrina católica, as indulgências são concedidas para reparar as penas temporais causadas pelo pecado, ou seja, para reparar o mal causado como consequência do pecado, através de boas obras, sendo que o pecado já foi perdoado pelo Sacramento da Confissão. Há um equívoco comum que indulgências seria o perdão dos pecados, contudo, elas só perdoam a pena temporal causada pelo pecado. Uma pessoa continua a ser obrigada a ter os seus pecados isentos por um sacerdote para receber a salvação. A Igreja Católica considera a indulgência semelhante ao "ladrão, que conseguindo o perdão daquele que foi roubado, deve restituir o dono com o dinheiro equivalente ao que foi extorquido". "Outro exemplo é o da tábua com pregos: nossa vida, comparada a uma tábua, tem nos pregos os pecados, que são retirados no sacramento da Penitência, restando, todavia, os furos, os buracos, que precisam ser tapados por boas obras (mortificação procurada, penitência imposta, e penas da vida)."
A Igreja Católica acredita que a salvação tornada possível por Jesus Cristo permite ao pecador fiel a admissão no céu. O batismo livra o registro do pecador e resulta no perdão completo de todos os pecados, mas qualquer pecado cometido após o batismo origina uma penalidade que não foi perdoada. Pecados mortais, que são praticados por malícia ou por livre consentimento, extinguem a graça santa da alma do fiel e condenam-no ao inferno. Para estes pecadores, a graça tem de ser restaurada pela perfeita contrição, administrada através do Sacramento da Confissão; mesmo nesse caso, permanece uma penalidade temporal devida a Deus que deverá ser expiada neste mundo ou no pós-vida. Outros pecados, menos graves, são perdoáveis e provocam uma penalidade devida a Deus, mesmo que não percam a salvação. Exemplos bíblicos de como a pena temporal deve ser paga podem ser vistos no fato de Davi, culpado por homicídio e adultério, mesmo depois de perdoado, teve como pena a morte de seu filho; também temos Moisés e Aarão que, embora foram perdoados por Deus, tiveram que sofrer a pena de não entrar na terra prometida.
As indulgências católicas removeriam, assim, algumas ou todas estas penalidades devidas pelos pecados dos fiéis; e pode ser feita em favor de si mesmo ou em favor de um defunto que está a ser purificado no Purgatório pelas suas penas temporais, dependendo da obra de indulgência. Ir ao cemitério rezar pelos falecidos, por exemplo, concede indulgência aplicável apenas a almas no purgatório.
O perdão total da pena temporal é a chamada Indulgência plenária, as demais são indulgências parciais. As indulgências parciais possuem um certo número de dias, significando que, se o fiel rezar uma oração indulgenciada 300 dias, cumprindo as condições ordinárias (confissão, comunhão e visita a uma igreja ou oratório público) terá pago 300 dias de sua pena temporal.
Em resposta às sugestões feitas ao Concílio Vaticano II, o Papa Paulo VI, esclareceu substancialmente a aplicação prática das indulgências, escrevendo: "Indulgências não podem ser adquiridas sem uma sincera conversão de perspectivas e de unidade com Deus."

## Exemplos de práticas
Entre as práticas que levam o católico a obter uma indulgência, há, por exemplo, a reza do Santo Rosário, os Exercícios Espirituais de St. Inácio de Loyola, a leitura piedosa das Sagradas Escrituras, o uso e devoção ao Escapulário de Nossa Senhora do Carmo, a visita ao Santíssimo Sacramento durante pelo menos 30 minutos, bem como o uso constante de um objeto de piedade, como cruzes, crucifixos, medalhas, que se forem devidamente benzidos pelo Papa ou por um Bispo podem conceder indulgência plenária. Ou ainda por um padre ou diácono que podem conceder indulgência parcial. Além disso, certas orações aprovadas pela autoridade eclesiástica também conferem indulgências, são algumas delas:
- "Nós vos damos graças, Senhor, por todos os vossos benefícios. Vós que viveis e reinais pelos séculos dos séculos. Amém".
- Santo Anjo (oração ao Anjo da Guarda).
- Angelus, Regina Caeli.
- Alma de Cristo.
- Creio.
- Ladainhas aprovadas pela Igreja.
- Magnificat.
- Lembrai-vos.
- Miserere.
- Ofício da Paixão de Cristo.
- O Ofício do Sagrado Coração de Jesus
- O Ofício da Santíssima Virgem Maria
- O Ofício da Imaculada Conceição
- O Ofício de São José.
- Oração mental.
- Salve Rainha.
- Sinal da Cruz.
- Veni Creator.
- Santo Rosário.

Das primeiras formas de indulgências às que temos hoje em dia houve grandes modificações, visto que as antigas eram muito mais físicas, o que impossibilitava o cumprimento pelas pessoas mais idosas.

## Lourdes
Em 5 de dezembro de 2007 a Santa Sé tornou público decreto em que o Papa Bento XVI concede aos fiéis a indulgência plenária por motivo do 150.º aniversário da aparição da Virgem Maria em Lourdes. De acordo com o decreto, que foi subscrito pelo cardeal James Francis Stafford e pelo bispo Gianfranco Girotti, O.F.M. Conv., respectivamente Penitenciário Maior e Regente da Penitenciaria Apostólica, aqueles que fizerem uma peregrinação a Lourdes entre 8 de dezembro de 2007 e 8 de dezembro de 2008 e cumprirem as seguintes condições estabelecidas, podem obter a Indulgência plenária:
- "Se de 2 de fevereiro de 2008 (…) até 11 de fevereiro de 2008, memória litúrgica da Bem-aventurada Virgem Maria de Lourdes e 150º. aniversário da aparição, visitam em qualquer templo, oratório, gruta ou lugar decoroso a imagem bendita da Virgem Maria, exposta solenemente à veneração pública e ante a mesma participam em um ato de devoção mariana ou ao menos recolhem-se em meditação e concluem com a oração do Pai Nosso, o Credo (…) e a invocação da Bem-aventurada Virgem Maria."[13]

## "O que uma indulgência não é"
A Catholic Encyclopedia antes de conceituar o que é indulgência segundo a doutrina católica, possuí uma secção intitulada "What an indulgence is not" ("O que uma indulgência não é"), uma vez que segundo esta enciclopédia, "noções absurdas" tornaram-se corriqueiras na descrição do que é indulgência, e que isso "é óbvio para qualquer um que tem uma correta ideia do que a Igreja Católica realmente ensina sobre este assunto." A Catholic Encyclopedia cita como erros comuns daquilo que a indulgência não é:
- Não é uma permissão para cometer o pecado, nem o perdão do futuro pecado, que nem poderia ser concedida por qualquer poder.
- Não é o perdão da culpa do pecado, pois supõe que o pecado já foi perdoado.
- Não é uma isenção de qualquer lei ou dever, (…) pelo contrário, significa um pagamento mais completo da dívida que o pecador deve a Deus. Não confere imunidade contra a tentação ou remove a possibilidade de lapsos subsequentes em pecado.
- Muito menos uma indulgência é a compra de um perdão que assegura ao comprador a salvação ou libera a alma de outro do Purgatório.[1]

## Indulgência Jubilar - Indulgência do Ano da Divina Misericórdia
O Papa Francisco anunciou o Jubileu do Ano Santo da Misericórdia por meio da Bula de Proclamação Misericordiae Vultus (O Rosto da Misericórdia). O Jubileu inicia em 8 de dezembro de 2015 e se concluiu no dia 20 de novembro de 2016, com a Solenidade de Jesus Cristo Rei do Universo.
Carta do Papa Francisco a respeito da Indulgência Jubilar
"Para viver e obter a indulgência os fiéis são chamados a realizar uma breve peregrinação rumo à Porta Santa, aberta em cada Catedral ou nas igrejas estabelecidas pelo Bispo diocesano, e nas quatro Basílicas Papais em Roma, como sinal do profundo desejo de verdadeira conversão. Estabeleço igualmente que se possa obter a indulgência nos Santuários onde se abrir a Porta da Misericórdia e nas igrejas que tradicionalmente são identificadas como jubilares. É importante que este momento esteja unido, em primeiro lugar, ao Sacramento da Reconciliação e à celebração da santa Eucaristia com uma reflexão sobre a misericórdia. Será necessário acompanhar estas celebrações com a profissão de fé e com a oração por mim e pelas intenções que trago no coração para o bem da Igreja e do mundo inteiro".
Como obter a Indulgência Jubilar
Para obter qualquer indulgência é necessário: uma confissão; e no dia da Obra, receber a Eucaristia na Missa; Rezar um Pai-Nosso, uma Ave-Maria, e um Glória ao Pai pelas intenções do Papa.
1. Confessar seus pecados, ao sacerdote, com sincero arrependimento, e com a intenção de não pecar o mesmo pecado novamente;
2. Fazer a peregrinação até a catedral de sua diocese, ou outra paróquia ou santuário aprovado pelo bispo diocesano, ou até mesmo em uma das Basílicas Papais em Roma;
3. Passar pela Porta Santa com a intenção de ter seus pecados perdoados;
4. Rezar a oração do Credo (Creio);
5. Receber a Eucaristia na Missa (somente se tiver se confessado com o sacerdote);
6. Orar pelo Papa e por suas intenções. A Santa Sé sugere a oração de um Pai-Nosso, uma Ave-Maria, e um Glória ao Pai, mas é facultado ao fiel rezar qualquer oração;
7. Praticar as obras de misericórdia.